# Kristján Flóki Finnbogason
Kristján Flóki Finnbogason (ur. 12 stycznia 1995) – islandzki piłkarz, grający na pozycji napastnika w klubie IK Start. Reprezentant Islandii.

## Kariera klubowa
Wychowanek FH. W kwietniu 2013 podpisał obowiązujący od 1 lipca 2013 trzyletni kontrakt z młodzieżową drużyną FC København. W marcu 2015 podpisał trzyletni kontrakt z FH. W sierpniu 2017 podpisał trzyipółletni kontrakt z IK Start. Zadebiutował w tym klubie 20 sierpnia 2017 w zremisowanym 2:2 meczu z Tromsdalen UIL, w którym strzelił gola.

## Kariera reprezentacyjna
W seniorskiej reprezentacji Islandii zadebiutował 8 lutego 2017 roku w przegranym 0:1 towarzyskim spotkaniu z Meksykiem.